# L'Abbé Constantin (film, 1925)
Pour les articles homonymes, voir L'Abbé Constantin.
Pour plus de détails, voir Fiche technique et Distribution.
L'Abbé Constantin est un film muet français réalisé par Julien Duvivier en 1925.

## Synopsis
Le brave abbé Constantin, curé de Longueval, apprend avec consternation que le château de Longueval vient d'être vendu à des Américains qu'il suppose protestants, les Scott. Dans son entourage, on trouve sa servante, Pauline, le jardinier du château, Bernard, et son filleul, Jean Reynaud, lieutenant de cavalerie cantonné au bourg voisin. 
Mais madame Scott et sa jeune sœur, Bettina Percival, se révèlent être d'affables catholiques, qui font des dons importants aux pauvres de la paroisse et conquièrent rapidement tout le pays par leur simplicité. 
Revenues à Paris, les dames du château y continuent la saison mondaine.

## Fiche technique
- Titre : L'Abbé Constantin
- Réalisation : Julien Duvivier
- Scénario : Julien Duvivier d'après la pièce éponyme d'Hector Crémieux et Pierre Decourcelle et le roman éponyme de Ludovic Halévy
- Photographie : André Dantan, Ganzli Walter
- Société de production : Vandal & Delac
- Pays d'origine : France
- Langue : film muet avec les intertitres  en français
- Format : Noir et blanc — 35 mm — 1,33:1 — Muet
- Métrage : 2 000 mètres
- Genre : Comédie
- Durée : 73 minutes (1 h 13)
- Date de sortie en salles : 
  - France : 9 octobre 1925

## Distribution
- Jean Coquelin, l'abbé Constantin
- Pierre Stéphen, Paul de Lavardens
- Claude France, Mrs. Scott
- Georges Lannes, Jean Reynaud
- Geneviève Cargese, Bettina Percival
- Louisa de Mornand, la Comtesse de Lavardens
- Georges Deneubourg, le Comte de Larnac
- Angèle Decori, Pauline
- Roberto Pla, Bernard, le jardinier
- Robby Guichard
- Lionel Salem